# Orchestre d'harmonie des jeunes de l'Union européenne
 (mars 2013).
Si vous disposez d'ouvrages ou d'articles de référence ou si vous connaissez des sites web de qualité traitant du thème abordé ici, merci de compléter l'article en donnant les références utiles à sa vérifiabilité et en les liant à la section « Notes et références ».
L'Orchestre d'harmonie des jeunes de l'Union européenne est une formation de très haut niveau qui rassemble tous les deux ans une soixantaine de jeunes musiciens européens, âgés de 15 à 30 ans, pour une tournée de concerts en Europe organisée chaque fois dans un pays différent, sous la direction de chefs d'orchestre et d'assistants de grande renommée.

## Historique
Constitué en association sans but lucratif de droit luxembourgeois avec siège à Luxembourg, l'Orchestre d'Harmonie des Jeunes de l'Union Européenne a été créé en 1989 par l’association européenne Union Musicale Interrégionale avec l’appui de la Fédération nationale de musique du Grand-Duché de Luxembourg Union Grand-Duc Adolphe pour promouvoir les jeunes musiciens talentueux de et en Europe, et diffuser les créations européennes originales pour orchestres d'harmonie. La gestion journalière de l'Orchestre est assurée par l’Union Grand-Duc Adolphe.
Après les premières sessions de l'orchestre organisées en 1989, 1990 et 1991 au Luxembourg, plusieurs autres pays européens ont accueilli l'orchestre : la France (1992), la Grèce (1993), le Portugal (1994 et 2000), l’Espagne (1996), l’Italie (2002 et 2005), l'Allemagne (2003), les Pays-Bas (2009), le Portugal (2011). Le Luxembourg a accueilli l'orchestre en 2003, 2005, 2007 et 2009 pour des sessions de répétitions suivies de tournées de concerts à l’étranger.

## Rôle et fonction
L’Orchestre Européen a pour but de :
- permettre à des jeunes musiciens européens ayant ou suivant une formation musicale professionnelle d’avoir accès à la culture en les poussant dans leur pratique musicale à atteindre le niveau le plus élevé possible en compagnie d’autres jeunes musiciens de talent au sein d’un ensemble instrumental de très haut niveau et sous la direction de chefs d’orchestre de grande renommée;
- diffuser et mettre en valeur le patrimoine musical européen par l’entremise des jeunes et promouvoir la création de nouvelles œuvres européennes originales pour grand orchestre d’harmonie;
- promouvoir l’Orchestre Européen sur le plan européen et international.

### Objectifs spécifiques
Ses objectifs sont de :
- favoriser l’esprit européen chez les  jeunes musiciens et leur faire connaître la diversité culturelle, sociale et économique en Europe par la découverte de différents pays européens et le contact avec des musiciens parlant d’autres langues et provenant de pays et de cultures différents;
- diffuser et mettre en valeur le patrimoine musical européen grâce aux jeunes musiciens et promouvoir la création d’œuvres originales écrites pour grands orchestres d’harmonie par des compositeurs européens;
- promouvoir l’Orchestre Européen sur le plan européen et international;
- permettre aux jeunes musiciens de prendre contact avec les institutions européennes et de s'informer mutuellement sur la vie économique, sociale et culturelle de leurs pays respectifs;
- se réunir chaque année dans un autre pays membre de l'Union Européenne ou dans un autre pays européen afin de permettre aux jeunes musiciens d'entrer en contact avec la population locale des différents pays européens,
- inviter à chaque session de l'Orchestre quelques musiciens de pays européens non membres de l’Union Européenne;
- impliquer activement les jeunes dans l’élaboration du programme, ainsi que dans la préparation et la réalisation de la session annuelle.

## Publication et sélection
La publication de la session de travail se fait par le biais des différents partenaires européens de l’Orchestre, par les ambassades, la presse internationale, les établissements d'enseignement musical supérieur de tous les États membres et par les fédérations musicales régionales, nationales et européennes.
Une nouvelle sélection est réalisée pour chaque session de façon à permettre à un grand nombre de jeunes de vivre cette expérience européenne exceptionnelle.

## Conditions d'admission
- représentation équitable de chaque État membre de l'U.E.,
- niveau d'études musicales du candidat (étudiants de conservatoires et écoles supérieurs, musiciens professionnels...),
- exigences spécifiques liées à la composition d'un orchestre d'harmonie,
- sélection de plusieurs musiciens provenant de pays européens ne faisant pas partie de l'U.E.
- sélection de musiciens non-originaire de l'U.E., mais qui étudie ou travaille dans une structure musicale de l'U.E.

## Direction musicale
Les chefs d'orchestre, assistants et professeurs de percussion changent chaque année en fonction du pays d’accueil de l'Orchestre. Depuis sa création, l'orchestre a notamment été dirigé par André Reichling et Roland Hensgen (Luxembourg), Jean-Pierre Haeck (Belgique), Claude Decugis (France), Alkis Baltas (Grèce) et Franscesc Llongueres (Espagne). Depuis 1998, l'Orchestre est placé sous la direction du célèbre chef d'orchestre néerlandais Jan Cober.

## Chronologie
- 1988 : Première réunion dans le Bâtiment Jean Monnet de la Commission Européenne à Luxembourg.
- 1989 : Création de l'Orchestre Européen par l'Union Musicale Interrégionale (UMI). 1re session à Luxembourg, avec concerts en Belgique, en France et au Luxembourg.
- 1990 : 2e session à Luxembourg, avec concerts en Belgique, en Allemagne et au Luxembourg. Création de l’association sans but lucratif Orchestre d'Harmonie des Jeunes des Communautés Européennes.
- 1991 : 3e session à Luxembourg, avec concerts en Belgique, en France et au Luxembourg.
- 1992 : 4e session en France, sur la Côte d'Azur, avec concerts dans la région de Provence-Alpes-Côte d'Azur.
- 1993 : 5e session en Grèce, avec concerts sur l'île de Crète et à Delphes.
- 1994 : 6e session au Portugal, à Lisbonne, Capitale Européenne de la Culture 1994.
- 1995 : En juillet 1995 S.A.R. le Grand-Duc Héritier Henri de Luxembourg accepte le haut patronage de l’Orchestre. 7e session à Luxembourg, Capitale Européenne de la Culture 1995, avec tournée en Belgique et aux Pays-Bas.
- 1996 : 8e session à Tortosa, Espagne, avec tournée de concerts à Tortosa, Benaguasil et Móra d'Ebre.
- 1998 : 9e session à Luxembourg, avec tournée de concerts en Allemagne, Suisse et Italie. Grand Concert de Gala au Luxembourg en présence de S..A.R. le Grand-Duc Héritier Henri de Luxembourg et de S.A.R. le Prince Guillaume de Luxembourg.
- 2000 : 10e session au Portugal à Santa Maria da Feira, avec tournée de concerts à Porto, Coimbra et Lisbonne. Grand Concert de Gala à Lisbonne en présence de S..A.R. le Grand-Duc Héritier Henri de Luxembourg et de la Grande-Duchesse Héritière Marie-Thérésa ainsi que du Président de la République Portugaise Jorge Sampaio.
- 2001 : S.A.R. le Grand-Duc Héritier Guillaume de Luxembourg accepte le haut patronage de l’Orchestre.
- 2002 : 11e session en Italie à Trente, avec tournée de concerts à Riva del Garda, Bolzano et Rovereto.
- 2003 : 12e session à Luxembourg, avec tournée de concerts à Luxembourg et en Allemagne.
- 2005 : 13e session à Luxembourg, avec tournée de concerts à Luxembourg et en Italie.
- 2007 : 14e session à Luxembourg, avec tournée de concerts à Luxembourg, en Belgique et en France, dans le cadre de Luxembourg et Grande Région, capitale européenne de la Culture 2007.
- 2009 : 15e session à Luxembourg, avec tournée de concerts à Luxembourg et à Kerkrade aux Pays-Bas, dans le cadre du World Music Championship Kerkrade.
- 2011 : 16e session au Portugal, avec tournée de concerts à Lamego et Vila Real.
- 2013 : 18e session à Luxembourg, avec tournée de concerts à Luxembourg et à Kerkarde, dans le cadre du World Music Championshit Krekrade, avec l'Orchestre d'Harmonie Simon Bolivar du Venezuela.